# Hebepetalum
Hebepetalum es un género con 10 especies de plantas con flores perteneciente a la familia Linaceae. Fue descrita por George Bentham y  publicado en Genera Plantarum  1: 242 en el año 1862. LT designated by Hutchinson, Gen. Fl. Pl. 2: 598 (1967)   La especie tipo es Hebepetalum humiriifolium (Planch.) Benth.

## Especies seleccionadas
| - Hebepetalum calophyllum - Hebepetalum humiriifolia - Hebepetalum humiriifolium - Hebepetalum latifolia - Hebepetalum latifolium | - Hebepetalum neblinae - Hebepetalum parviflorum - Hebepetalum punctatum - Hebepetalum roraimense - Hebepetalum schomburgkii |